# أليساندرو فريجيريو
أليساندرو فريجيريو (بالإسبانية: Alessandro Frigerio)‏ (15 نوفمبر 1914 في كولومبيا - 10 يناير 1979) هو مدرب كرة قدم ولاعب كرة قدم سويسرا وكولومبي في مركز الهجوم، شارك في كأس العالم 1938. وشارك مع منتخب سويسرا لكرة القدم. أما مع النوادي، فقد لعب مع نادي بيلينزونا ونادي كياسو ونادي لوغانو ونادي لوهافر وSC Young Fellows Juventus ‏ ونادي لوهافر الرياضي ‏ و.

## وصلات خارجية
- أليساندرو فريجيريو على موقع الاتحاد الدولي (مؤرشف)  (الإنجليزية)
- أليساندرو فريجيريو على موقع قاعدة بيانات كرة القدم.إي يو (الإنجليزية)
- أليساندرو فريجيريو على موقع ناشيونال فوتبول تيمز (الإنجليزية)
- أليساندرو فريجيريو على موقع Soccerway.com (الإنجليزية)
- أليساندرو فريجيريو على موقع عالم كرة القدم.نت (الإنجليزية)